# 興田駅
興田駅（フンジョンえき、ハングル:흥전역）は韓国鉄道公社嶺東線にかつて存在したスイッチバック駅である。なお当記事では駅跡地に誕生したチューチューパークについても記述する。

## 歴史
- 1940年8月1日：信号所として営業開始
- 1963年5月20日：信号場に変更
- 1986年12月30日：駅舎竣工
- 1995年8月10日：簡易配置駅に昇格[2]
- 1995年8月10日：運転取り扱い開始
- 2012年6月27日：ソラントンネルの開業に伴い廃止[3]
- 2014年 10月24日：チューチューパークスイッチバックトレイン 運行開始

## 画像

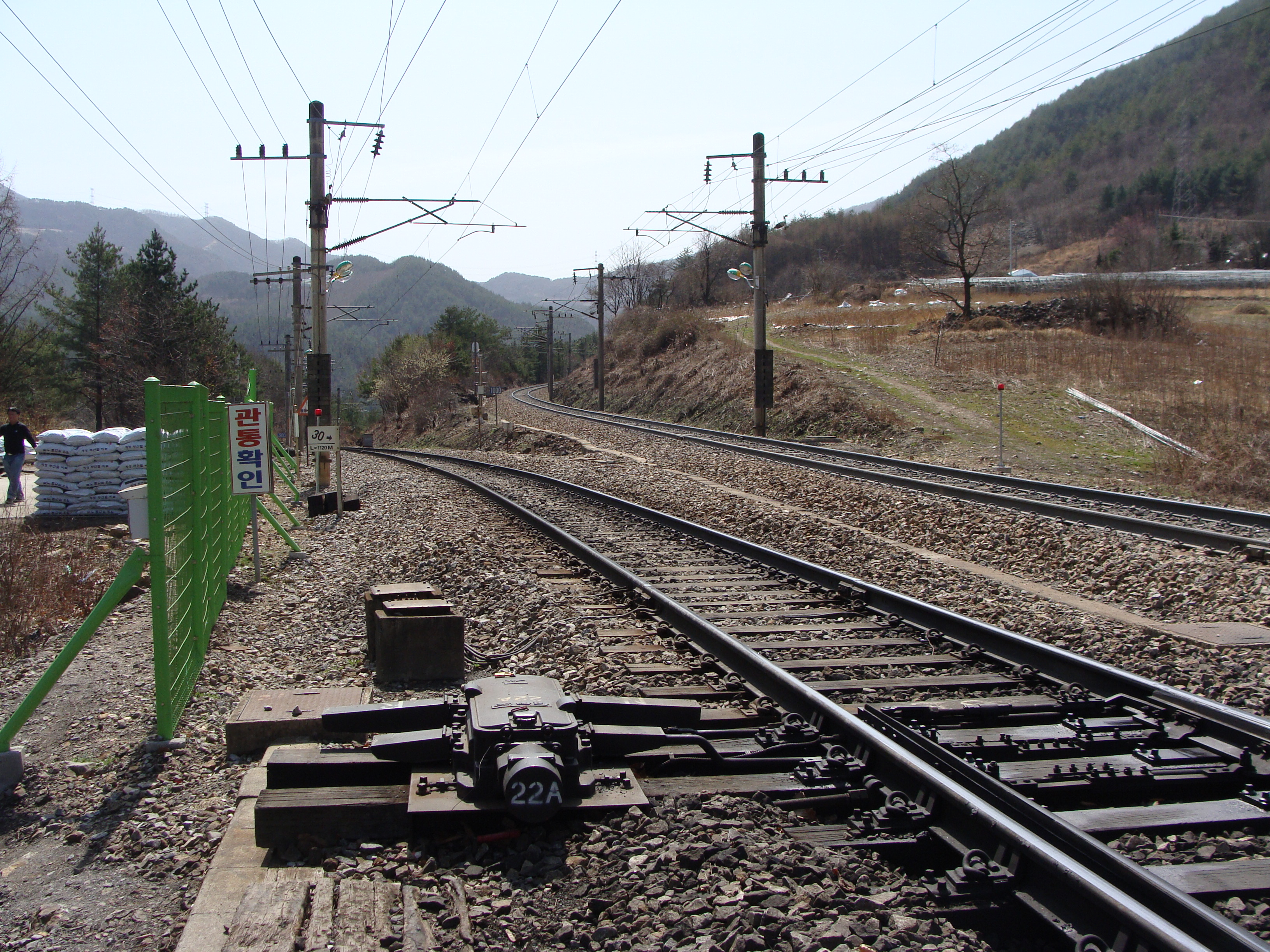
スイッチバック (左が江陵方向、右が栄州方向)
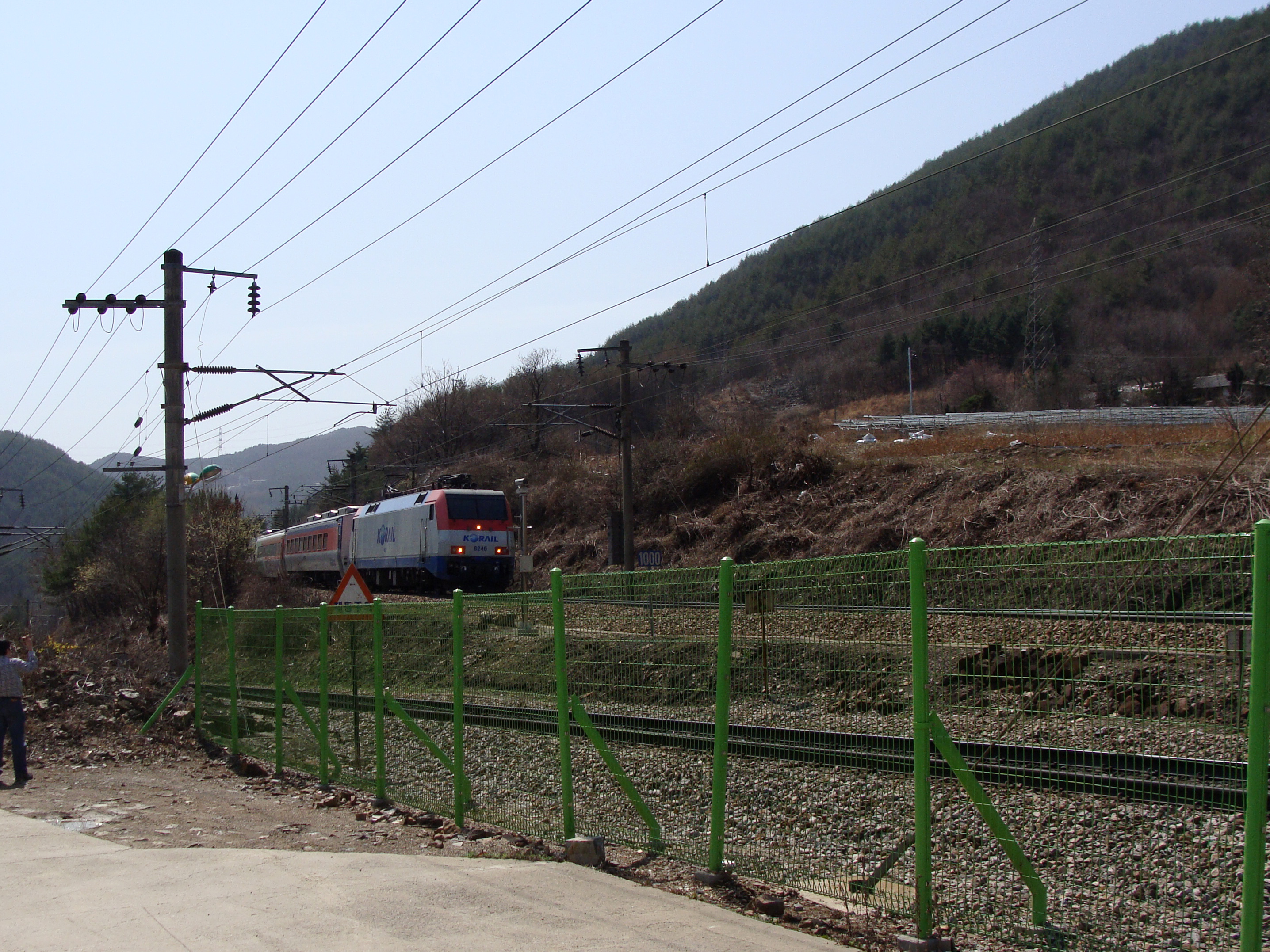
興田駅に進入する8200形牽引江陵行ムグンファ号列車